# 警察署内ノ留置場ニ拘禁又ハ留置セラルル者ノ費用ニ関スル法律
警察署内ノ留置場ニ拘禁又ハ留置セラルル者ノ費用ニ関スル法律（けいさつしょないのりゅうちじょうにこうきんまたはりゅうちせらるるもののひようにかんするほうりつ、明治35年2月27日法律第11号）は、拘置所等の刑事施設に収容されるべき被疑者・被告人が各都道府県警察に設置されている留置施設に勾留された場合に必要な食糧の確保や消耗品等の諸費用など、各都道府県警察で支出した経費の実費を国が償還することに関する日本の法律である。
主務官庁は、法務省矯正局成人矯正課である。

## 概要
被疑者・被告人は、本来的には国の行政機関である拘置所等の刑事施設に勾留させるものであるが、都道府県が設置する警察署の留置施設に勾留された場合には、この法律に基づき食糧費や生活必需品等の消耗品費、医療費、留置施設の維持管理経費などの勾留によって発生する経費を都道府県に償還することとされている。

## 実際の経費の償還
実際の経費の償還については、法務省令で定めるとなっており、警察拘禁費用償還規則（昭和35年法務省令第19号）により１人１日につき1840円（拘禁又は留置の初日は１日として計算し、釈放の日は算入しない）。なお警察拘禁費用償還規則は、明治三十五年司法省令第四号（監獄費より都道府県に償還すべき費額を定める件）の全部を改正するとして制定されている。

## 改正
この法律は、制定以来改正されたのは、中央省庁等改革関係法施行法（平成11年12月22日法律第160号第300条による改正で、「命令」とあるのを「法務省令」としただけである。
そのため「監獄則第一条」、「北海道地方費及府県」のような古い表現がそのまま残っている。